# 北泉通
北泉通（ほくせんどおり）は京都市左京区に所在する都市計画道路。東西の通りの一つである。

## 概要
京都市街地北部の住宅地に位置する全区間歩道が整備された往復2車線の道路で、北山通と北大路通の間に位置している。区間は、東は白川通から西は下鴨中通まで。京都府立大学、京都府立植物園、賀茂川を挟んだ西の延長線上には今宮通がある。
途中の川端通から下鴨東通までは高野川で中断していたが、2021年3月19日「高野川北泉橋」の供用が開始され、ついに全線開通となった。（架橋の躯体工事自体は2019年6月に終了していたが、前後の道路整備が未完了で供用は未定となっていた。なお、同区間は少し北に位置する「馬橋」経由で迂回していた）。
京都市営バスおよび京都バスの2021年3月20日ダイヤ改正に伴い、高野川北泉橋を経由するバス路線が開設された。

## 歴史
- 1927年（昭和2年） - 都市計画決定される。
- 2012年（平成24年） - 高野川とその取付区間（214メートル）について、都市計画決定に基づく架橋および拡幅事業が京都府から認可を受ける。
- 2020年（令和2年）10月30日 - 高野川北泉橋の歩道部分のみ通行可能となる[5]。
- 2021年（令和3年）3月19日 - 高野川北泉橋の供用開始。全線が開通する[2]。

### 差し止め裁判
未供用区間である、高野川とその取付区間における架橋および拡幅事業について、計画時の図面と現在の事業との齟齬などを理由として公金支出差し止め（事業の差し止め）裁判が地元住民等により提訴されていたが、2020年2月に京都地裁が請求を棄却している。

## 沿道の主な施設
- 左京区総合庁舎（京都市左京区役所などが入居している。）
- 京都工芸繊維大学
- 京都府立大学
- 京都府立京都学・歴彩館
- 京都府立植物園（歴彩館の開館に合わせ北泉通の突当りに北泉門を新設）
- 京都市障害者スポーツセンター
- 松ヶ崎浄水場